# Ana Lucía Frega
Ana Lucía Frega (* 25. November 1935 in Buenos Aires) ist eine argentinische Musikpädagogin.

## Leben und Wirken
Frega studierte bis 1954 am Conservatorio Nacional de Música Carlos López  Buchardo. Ab 1962 unterrichtete sie an der Escuela  Argentina Modelo, ab 1969 am Instituto Superior Docente Carlos Maria Biedma. Seit 1967 hatte sie einen Lehrstuhl für Methodologie und Praxis der Musikerziehung am Conservatorio  Nacional de Música Carlos López  Buchardo inne, seit 1993 ist sie Gastprofessorin an der Universidad Nacional de Rosario. 1994 wurde sie Direktorin des Centro de Investigación en  Educación Musical am Collegium Musicum de Buenos Aires (CIEM).
Außerdem war sie u. a. zwischen 1994 und 2000 Direktorin der International  Society  of  Music  Education (ISME), ab 1994 Vizepräsidentin der Sociedad Argentina de  Educación  Musical (SADEM); Mitglied der Direktivkommission (1990–92) und Präsidentin (1994–2000) der Sociedad Internacional de Educación  Musical außerdem Mitglied der britischen Society for Research in Psychology of Music and Music  Education und des amerikanischen Council for Research in Music Education.
Frega nahm an zahlreichen internationalen Konferenzen und Seminaren zur Erforschung der Musikpädagogik teil und verfasste mehr als 40 Publikationen sowie zahlreiche Artikel und Beiträge zu der Thematik.

## Auszeichnungen
Sie wurde u. a. mit dem Atril de Plata des argentinischen Schriftsteller- und Komponistenverbandes SADAIC (1990), als Ehrenmitglied des Consejo Argentino de Música (1991), beratendes Mitglied des Consejo Argentino de Relaciones  Internacionales (1994) und Chevalier des Ordre des Palmes Académiques (1995) ausgezeichnet. 1999 verlieh ihr das brasilianische Außenministerium die Medalla Villa-Lobos.

## Schriften
- Cancionero para las escuelas de la provincia de Salta, 1963.
- Aplicación del método recreativo musical, 1965.
- Cancionero escolar, canciones graduadas por dificultades de 1ro. a 7mo. grado, para varones, 1970.
- Repertorio escolar para guitarra, material graduado, 1970.
- Cancionero didáctico para jardín de infantes, 1971, 1975, 1980.
- Haciendo música con los más chiquitos, 1971, 1975.
- Guía de música para escuchar, 1972.
- Planeamiento para la educación musical, 1972.
- Música y educación: objetivos y metodología, 1972, 1974, 1978.
- Evaluación de la enseñanza de la música, 1972.
- Música viva, colección musical, 1974, 1980.
- Haciendo música con los mayorcitos, 1975.
- Movimiento expresivo y rítmica corporal, 1975.
- Audioperceptiva, 1976.
- Planeamiento de la educación musical escolar y su evaluación, 1975, 1980.
- Educación musical I, II, III, 1977, 1980, 1983.
- Música para maestros, 1978, 1986.
- Educación y expresión artística, 1978.
- Educación musical IV, 1979.
- Los sonidos de la música, 1979.
- Cancionero de textos para alumnos de 4to. a 7mo. grado, 1979, 1983.
- Qué linda es la música, 1980.
- Los aportes de la escuela primaria a la formación integral del niño argentino, 1980.
- Creatividad musical: fundamentos y estrategias para su desarrollo, 1980.
- Cancionero escolar, canciones graduadas por dificultad de 1ro. a 7mo. grado, para niñas, 1980.
- Nuevo cancionero didáctico para jardín de infantes, 1983.
- Nuevo cancionero de textos para alumnos de 4to. a 7mo. grado, 1983.
- El niño y la televisión, 1983.
- Paseos musicales, 1983.
- Vida y gloria del Teatro Colón, 1983.
- Educación musical e investigación especializada, 1986.
- La música en el sistema educativo, 1987.
- Poemas gatunos, 1987.
- Guía teórico práctica de aprendizaje y evaluación de cultura musical I, 1988.
- Guía teórico práctica de aprendizaje y evaluación de cultura musical II, 1988.
- Animalitos del Señor, 1988.
- Guía teórico práctica de aprendizaje y evaluación III, 1990.
- Educación musical y computación, 1989.
- Pedagogía musical - Soluciones para el futuro (CIEM), 1990.
- Senderos, 1991.
- Mujeres de la música, 1994.
- Escuelas de música: aproximaciones  pedagógico - didácticas, 1995, 1996.
- Music Education in International Perspective, 1995.
- Música para maestros, 1996, 1998.
- Educación Musical en América Latina Homenaje al Profesor Rodolfo Zubrisky, 1996
- Metodología comparada de la Educación Musical, Dissertation, 1997.
- Simposio sobre la Formación del Músico Profesional en América Latina, 1998.
- All for Music, Music for All, 1998.
- La creatividad como transversalidad al proceso de educación musical, 1998.
- Sonido, Música y Ecoacústica, Dimensiones educativas del fenómeno sonoro. 2000.
- ¡Qué linda es la música! Guía para el aula y el hogar. 2003.
- Paseos Musicales. Guía para el aula y el hogar, 2003.
- Los sonidos de la Música. Guía para el aula y el hogar. 2003.